# Новоалександровское муниципальное образование
Новоалександровское сельское поселение — муниципальное образование в Александрово-Гайском районе Саратовской области России.
Создано в 2005 году. Административный центр — село Новоалександровка.

## Население
| 2002  | 2010  | 2011  | 2012  | 2013  | 2014  | 2015  |
| ----- | ----- | ----- | ----- | ----- | ----- | ----- |
| 1300  | ↗1376 | ↗1379 | ↘1320 | ↘1308 | ↗1335 | ↗1362 |
| 2016  | 2017  | 2018  | 2019  | 2020  | 2021  |       |
| ↗1369 | ↘1356 | ↘1334 | ↘1317 | ↘1282 | ↗1345 |       |

## Населённые пункты
В состав сельского поселения входят 3 населённых пункта:
| № | Населённый пункт  | Тип   | Население |
| - | ----------------- | ----- | --------- |
| 1 | Байгужа           | хутор | ↘227      |
| 2 | Новоалександровка | село  | ↘1062     |
| 3 | Привольный        | хутор | 87        |